# Relación breve de la conquista de la Nueva España

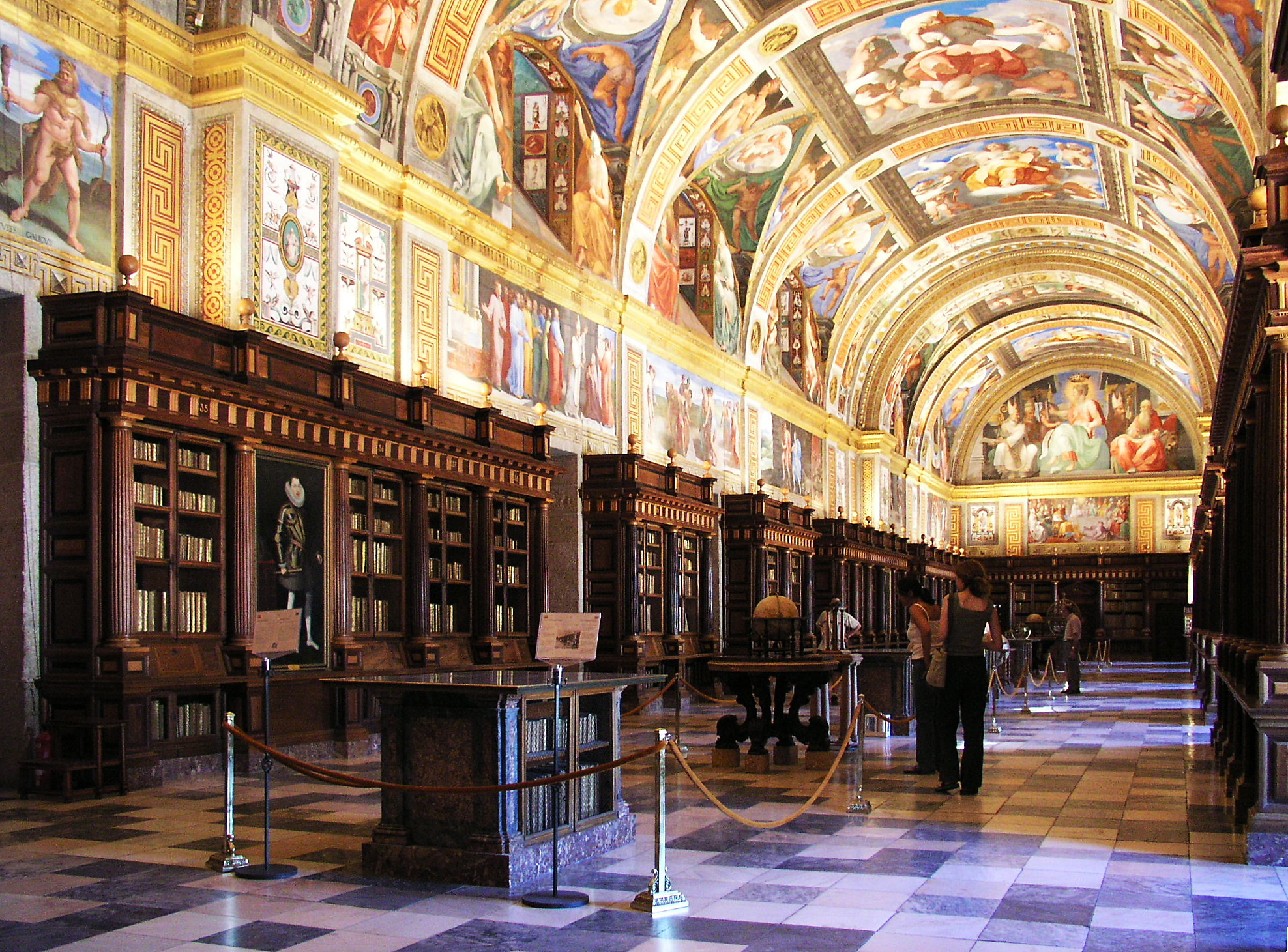
Interior de la biblioteca de El Escorial, lugar donde se encuentra el manuscrito "Relación breve de la conquista de la Nueva España".

Relación breve de la conquista de la Nueva España es el nombre con el que se conoce la obra escrita por fray Francisco de Aguilar, quien participó durante su juventud como soldado conquistador bajo el mando de Hernán Cortés, en las acciones militares de la conquista de México.
De acuerdo al texto de introducción del autor, la obra fue realizada cuando Aguilar se había unido a la orden de Santo Domingo y contaba con más de ochenta años de edad, es decir entre 1559 y 1571. A la muerte del autor, la obra estuvo en poder del Virrey de Nueva España y Arzobispo de México Pedro Moya de Contreras, quién la obsequió al rey Felipe II de España. Desde entonces la “Relación breve de la conquista de la Nueva España” se conserva encuadernada con otros manuscritos del siglo XVI en la Real Biblioteca de San Lorenzo de El Escorial. El manuscrito sobrevivió al incendio ocurrido en la biblioteca el 7 de junio de 1671.

## Ediciones
En el año de 1892, el historiador mexicano Francisco del Paso y Troncoso, logró obtener una copia de la “Relación breve de la conquista de la Nueva España”, dicha copia fue aprovechada por el también historiador mexicano Luis González Obregón, quién incluyó en los "Anales del Museo nacional de México, t.VIII (1ª.época ), entrega 1ª.," la obra de Aguilar bajo el nombre de “Historia de la Nueva España”, en junio de 1900.
El texto fue modernizado por Alfonso Teja Zabre, quién realizó la edición conocida con el nombre de “Historia de la Nueva España” suplemento de letras, no.7, en noviembre de 1937. El editor, al igual que Bernal Díaz del Castillo, se refirió al autor con el nombre de Alonso de Aguilar; de acuerdo al historiador mexicano José Luis Martínez, Aguilar cambió su nombre cuando ingresó a la orden de Santo Domingo. Esta edición fue reimpresa en 1938 en la editorial Botas. En 1943, el editor Vargas Rea publicó la obra bajo el nombre de “Relato breve de la conquista de la Nueva España” . 
En 1954 Federico Gómez de Orozco mandó realizar una edición en donde se incluyó un estudio del padre Mariano Gutiérrez y un pasaje sobre la vida del autor redactado por Agustín Dávila Padilla, la obra fue impresa con el nombre de “Relación breve de la conquista de la Nueva España, escrita por fray Francisco de Aguilar, de la orden de predicadores” en la editorial José Porrúa e hijos.
En 1963, la edición de Gómez de Orozco fue traducida al inglés e impresa bajo el nombre de “The Chronicle of Fray Francisco de Aguilar”, con un prefacio de Howard D. Cline, en Orion Press, Nueva York.
En 1977, Jorge Gurría Lacroix incluyó una fotostática del original, las introducciones de las ediciones previas, y un estudio preliminar, bajo el nombre de “Relación breve de la conquista de la Nueva España”, con la ayuda de la versión paleográfica de Beatriz Arteaga Garza, en la colección “Serie de historiadores y cronistas de Indias” no.7, Universidad Nacional Autónoma de México.
Germán Vázquez Chamorro, realizó una compilación llamada “Conquista de Tenochtitlan”, donde se incluye la obra de Aguilar respetando el nombre de “Relación breve de la conquista de la Nueva España” en 2002.